# Wassili Petrowitsch Jekimow

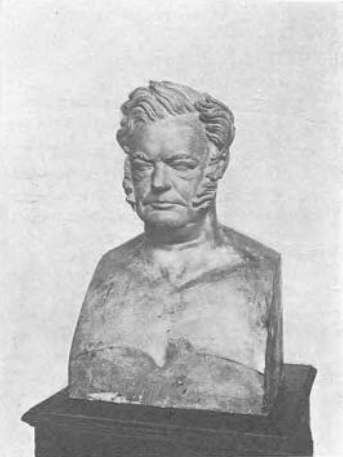
Wassili Petrowitsch Jekimow (etwa 1805)

Wassili Petrowitsch Jekimow (auch Jakimow) (russisch Василий Петрович Екимов (Якимов); * 1756 im Osmanischen Reich; † 1837 im Russischen Kaiserreich) war ein russischer Gießmeister und Hochschullehrer.

## Leben
Jekimow wurde im Alter von 12 Jahren gefangen genommen. Er kam nach St. Petersburg und war Schüler der Kaiserlichen Akademie der Künste. 1776 wurde er in die Gieß- und Zieselier-Klasse aufgenommen. 1777 fertigte er eine Miniaturkopie des von Étienne-Maurice Falconet 1768–1770 geschaffenen Ehernen Reiters, wofür er vom Rat der Akademie einen Preis von 100 Rubel erhielt. Er leitete dann den Abguss dieses Reiterstandbildes (Abschluss 1778). 1779 schloss er die Ausbildung als Untermeister mit einem Zeugnis II. Klasse ab. 1798 wurde er zum Meister ernannt und als Gießer in den Dienst der Akademie berufen.
1799 erhielt Jekimow von Alexander I. den Auftrag für den Guss der Alexander Wassiljewitsch Suworow-Statue für das von Michail Koslowski projektierte Denkmal in St. Petersburg.
Als Koslowski 1801 für den Samsombrunnen im Schloss Peterhof vor der großen Kaskade im unteren Schlossgarten die von Bartolomeo Carlo Rastrelli 1735 geschaffene und nun verfallene Blei-Skulptur durch eine Bronze-Skulptur ersetzte, führte Jekimow den Guss durch. Der Brunnen wurde wie das Schloss im Deutsch-Sowjetischen Krieg zerstört, und die Skulptur ging verloren. 1947 wurde die Skulptur von den Bildhauern W. L. Simonow und N. W. Michailow nach den Archivunterlagen und Fotos neu angefertigt.
Ab 1805 leitete Jekimow das Gießerei-Haus der Akademie und lehrte dort den Bronzeguss. 1831 erhielt er den Titel eines Gieß- und Zieseliermeisters,
Als der Bildhauer Iwan Martos das Minin-und-Poscharski-Denkmal für den Moskauer Roten Platz schuf, beauftragte er Jekimow mit dem Guss der komplexen Skulptur mit zwei Figuren. Für die Herstellung der Skulptur benutzte Jekimow das Wachsausschmelzverfahren, wobei er als einer der Ersten die komplexe Skulptur nicht in Teilen, sondern als Einzelstück herstellte. Nur Helm, Schild und Schwert wurden separat gegossen. Für die Herstellung des Wachsmodells wurde einen Monat lang in 16 Öfen Wachs geschmolzen. Das Wachsmodell wurde 45-mal mit einer Mischung von Bier mit  Ziegelsteinpulver übergossen und ständig mit Federn getrocknet. Schließlich entstand aus gemahlenem Alabaster und Ziegelstein die Gussform. Für den Guss wurden in mehreren Öfen 10 Stunden lang 1100 Pud Kupfer, 10 Pud Zinn und 60 Pud Zink geschmolzen (1 Pud =  16,38 kg). Im August 1816 erfolgte der Guss in 9 Minuten.
Für die Denkmäler Kutusows und Barclay de Tollys der Bildhauer Boris Orlowski und Samson Suchanow mit dem Architekten Wassili Stassow an der Kasaner Kathedrale stellte Jekimow die Abgüsse der Statuen her. Die Kutusow-Statue gelang mit dem ersten Abguss 1935 während die Barclay-Statue erst mit dem zweiten Abguss 1836 gelang.
Jekimow war von der Akademie der Künste zum Professor und Akademiker ernannt worden. Einer seiner Schüler war Peter Clodt von Jürgensburg.

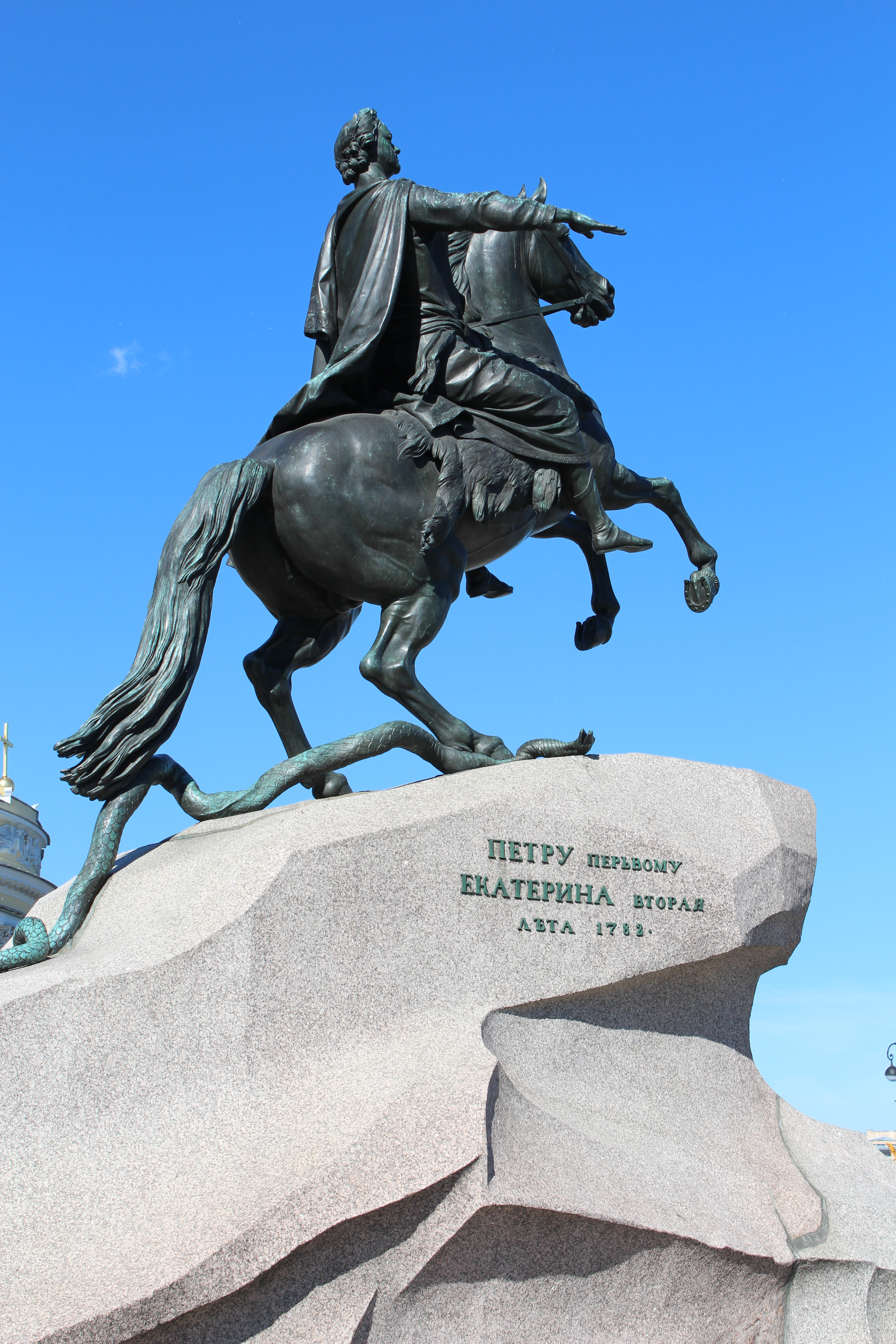
Der eherne Reiter, St. Petersburg
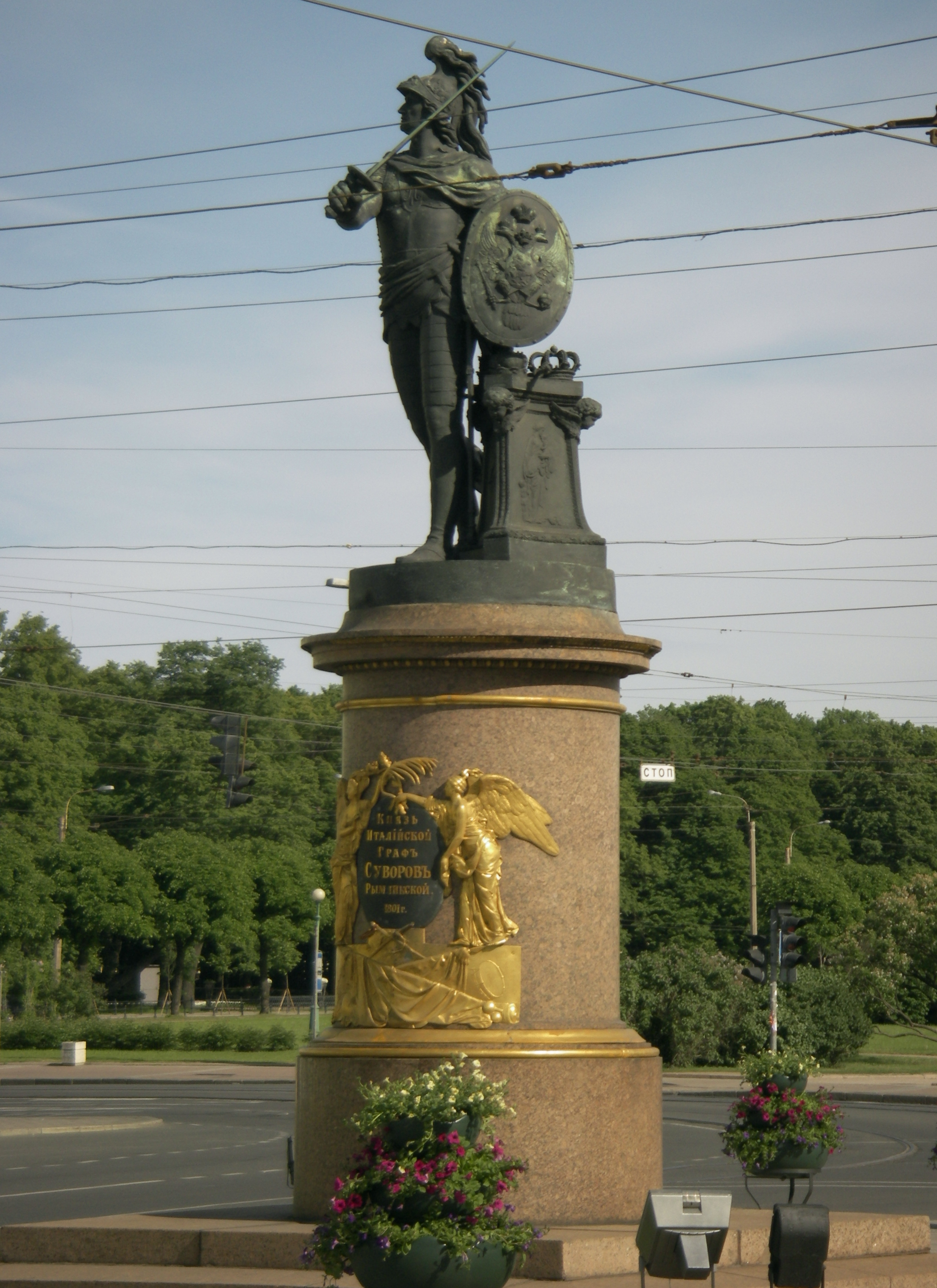
Suworow-Denkmal, St. Petersburg
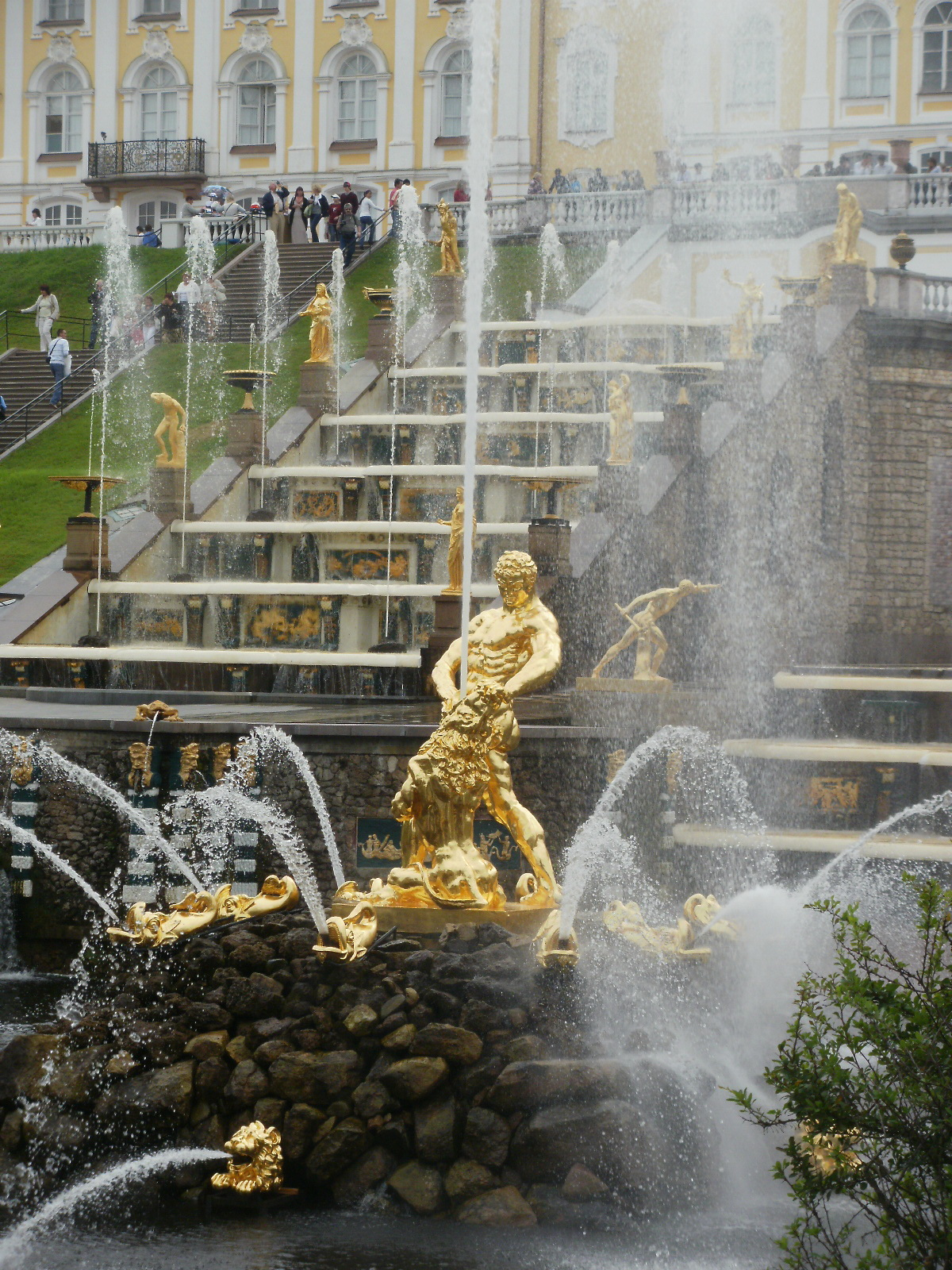
Samsonbrunnen, Schloss Peterhof
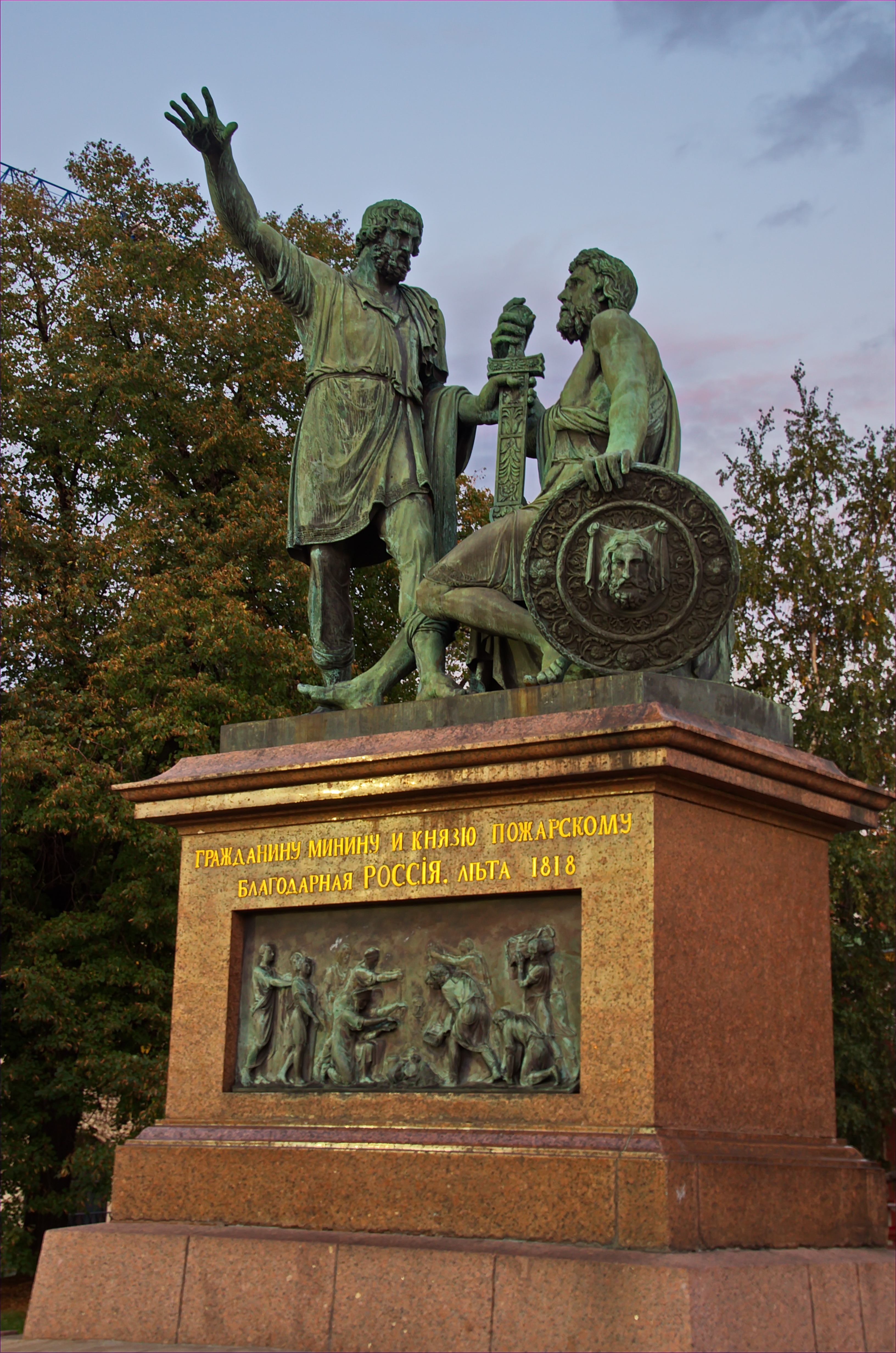
Minin-und-Poscharski-Denkmal, Moskau
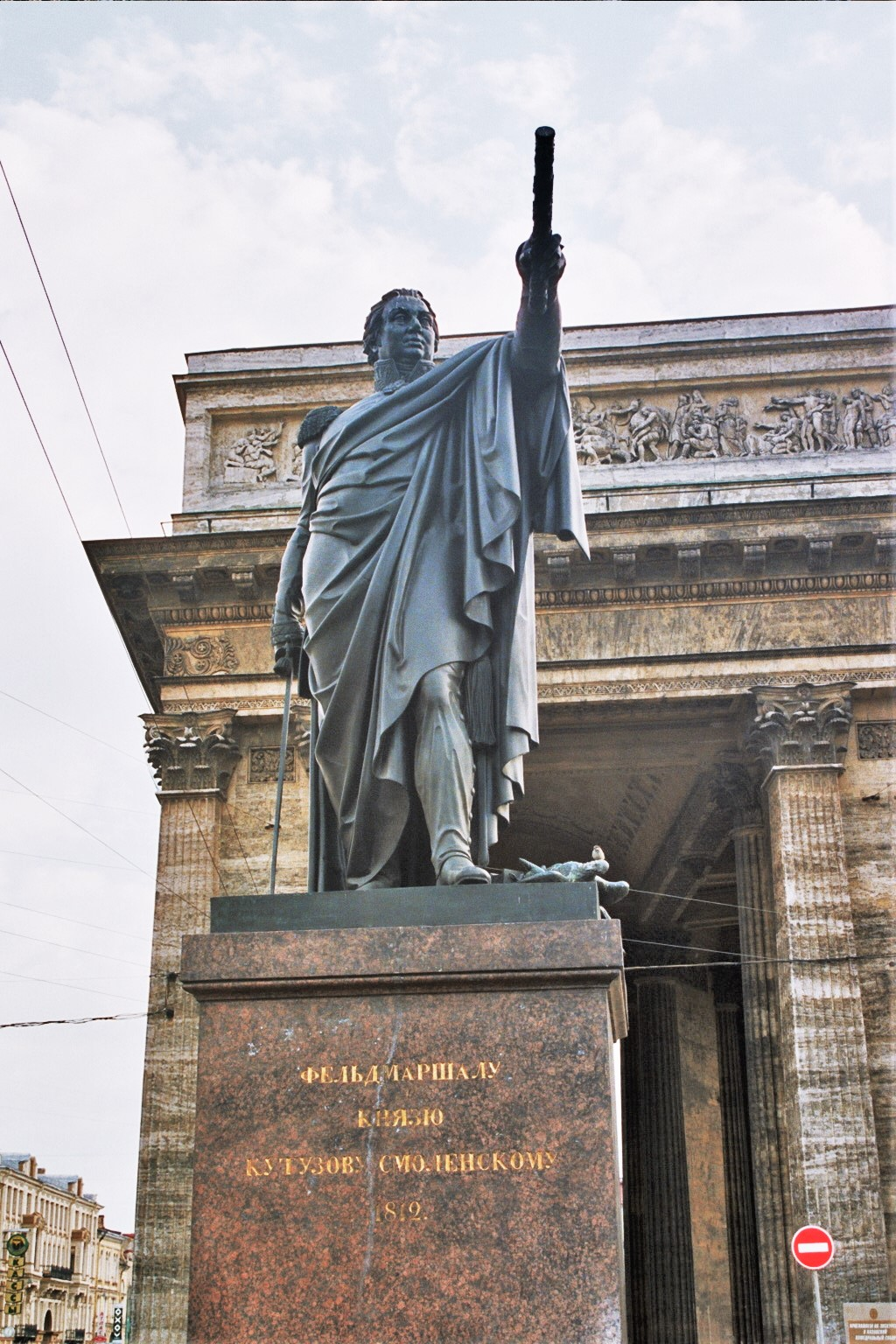
Kutusow-Denkmal, St. Petersburg
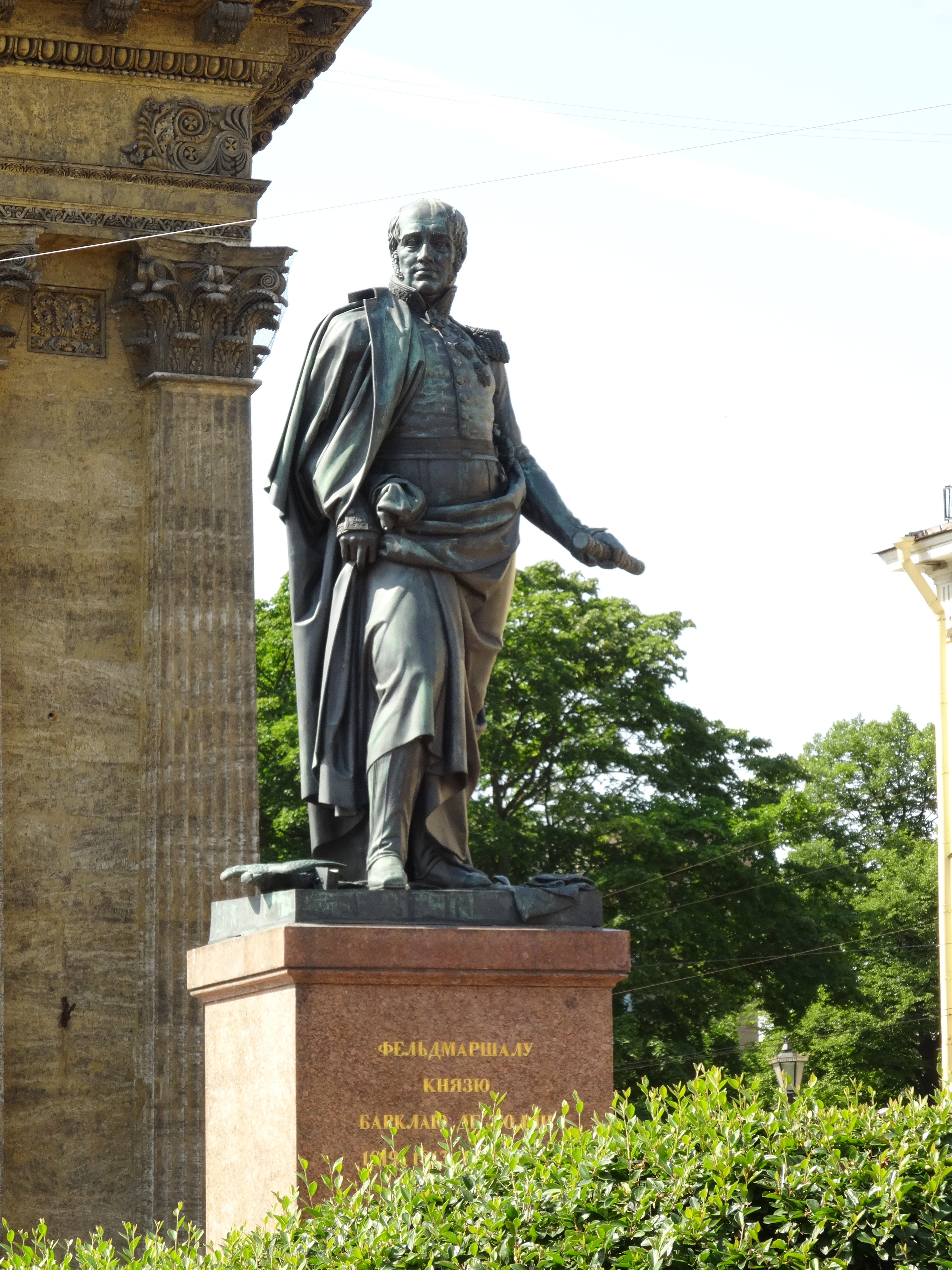
Barclay-de-Tolly-Denkmal, St. Petersburg